# Бродяга (фильм, 1981)
«Бродяга» (англ. Raggedy Man) — фильм 1981 года, главные роли в котором исполнили Эрик Робертс и Сисси Спэйсек.

## Сюжет
Нита, разведённая мать двух мальчиков, работает телефонисткой в маленьком городке штата Техас во время Второй мировой войны. Из-за своего развода она постоянно терпит насмешки и издевательства окружающих. Её дружба с моряком в отпуске заставляет пускать все новые и новые сплетни по городу. А затем в жизни Ниты появляется бродяга Бейли…

## В ролях
- Сисси Спэйсек — Нита
- Эрик Робертс — Шеппард
- Сэм Шепард — бродяга Бейли
- Трейси Уолтер
- Генри Томас — Гарри-младший (впервые на экране)